# كلوستريديوم خشب الحور
كلوستريديوم بوبيوليتي أو كلوستريديوم خشب الحور هو نوع من البكتيريا من فصيلة كلوستريدياسيا.